# 立花鑑門
立花 鑑門（たちばな あきかど）は、江戸時代中期の筑後国柳河藩の世嗣。官位は従四位下・丹後守。

## 経歴
宝暦5年（1755年）、7代藩主・立花鑑通の長男として柳川城下花畠亭にて出生。母は篠沢藤右衛門の娘・たみ。幼名は富之進。同母弟は立花監物家・立花致傳の養子となった通玄。
明和3年（1766年）に柳河藩嫡子となり、安永3年（1774年）に徳川家治に拝謁する。翌年従五位下丹後守に叙任し、天明7年（1787年）には従四位下に任じられる。十時兵庫が附役を務める。
しかし、家督を継ぐことなく寛政元年8月11日（1789年9月29日）に35歳で江戸で早世した。墓所は広徳寺。三弟・通厚が嗣子の座を辞退したこともあり、代わって、四弟・鑑一が嫡子となった。

## 系譜
- 父：立花鑑通（1730-1798）
- 母：たみ - 篠沢氏
- 正室：井伊直幸の娘
- 継室：井伊直幸の養女 - 小出英常の娘